# إيزابيل ليندن
إيزابيل ليندن (بالألمانية: Isabelle Linden)‏ (15 يناير 1991 بكولونيا في ألمانيا - ) هي لاعبة كرة قدم ألمانية في مركز الهجوم. شاركت مع منتخب ألمانيا الوطني لكرة القدم للسيدات تحت 15 سنة ‏ ومنتخب ألمانيا تحت 17 سنة للسيدات لكرة القدم ومنتخب ألمانيا تحت 19 سنة للسيدات لكرة القدم ومنتخب ألمانيا تحت 23 سنة للسيدات لكرة القدم ‏ ومنتخب ألمانيا لكرة القدم للسيدات. أما مع النوادي، فقد لعبت مع إف إف سي فرانكفورت وبرمنغهام سيتي وفورتونا كولن وSGS Essen ‏ وباير 04 ليفركوزن للنساء ‏.

## وصلات خارجية
- إيزابيل ليندن على موقع الاتحاد الأوربي (الإنجليزية)
- إيزابيل ليندن على موقع قاعدة بيانات كرة القدم.إي يو (الإنجليزية)
- إيزابيل ليندن على موقع Soccerway.com (الإنجليزية)
- إيزابيل ليندن على موقع عالم كرة القدم.نت (الإنجليزية)